# Arrieta (Lanzarote)
Arrieta ist ein Ort an der Nordostküste der zur spanischen Provinz Las Palmas gehörenden Kanareninsel Lanzarote. Er gehört dort mit 918 Einwohnern (2013) zur Gemeinde Haría.

## Ortsbild
Arrieta hat im Süden einen etwa 800 Meter langen Sandstrand, die Playa de La Garita. Nördlich davon führt ein Steg ins Meer, mittlerweile allerdings einsturzgefährdet und gesperrt. Seit den 1980er Jahren ist der Ort deutlich angewachsen. Zudem entstanden mehrere Apartmenthäuser.
In Arrieta steht die kleine Kapelle Nuestra Señora del Carmen. Die Jungfrau Carmen ist in vielen Orten die Schutzpatronin der Fischer, so auch in Arrieta. Ihr zu Ehren wird jedes Jahr Ende Juli zwei Wochen lang gefeiert (offizieller Festtag ist der 16. Juli, Skapulierfest). Höhepunkt des Festes bildet die Ausfahrt aller Fischer des Ortes aufs Meer, bei der bei gutem Wetter auch die Madonnenstatue aus der Kirche mitgenommen wird.
Im Kreisverkehr des Ortseinganges steht das 1992 erstellte massive Windspiel (Juguetes del Viento, dt.: Windspiel) des Künstlers und Naturschützers von Lanzarote, César Manrique. Im Jahr 2017 wurden über 10.000 Euro in die Restaurierung investiert. Seit dem 16. Februar 2018 steht es wieder im Kreisverkehr.
Das auffälligste Bauwerk im Ort ist das um 1920 erbaute dreistöckige Blaue Haus (Casa Juanita) am Fischereihafen. Nachdem das Haus jahrzehntelang leer gestanden hatte, beherbergte es von 1995 bis 1997 das afrikanische Museum (Museo de Africa).
Arrieta ist Touristen wegen mehrerer Fischlokale an der kleinen Uferstraße bekannt. Hier gibt es kanarische Küche mit frischen Meeresfrüchten und Fisch. 
2008 wurde eines der vielen Aloe-Vera-Museen (Museo de Aloe de Lanzarote) am Ortseingang eröffnet. Auf knapp 150 Quadratmetern wird ein Überblick über Geschichte, Anbau und Produktion der Pflanze geboten.

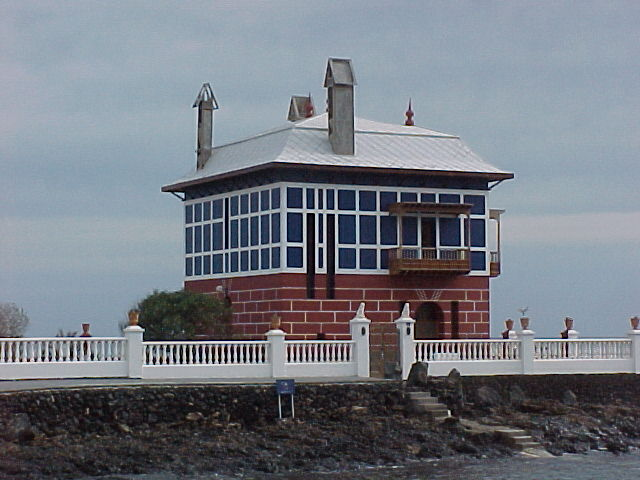
Das Blaue Haus (Casa Juanita)
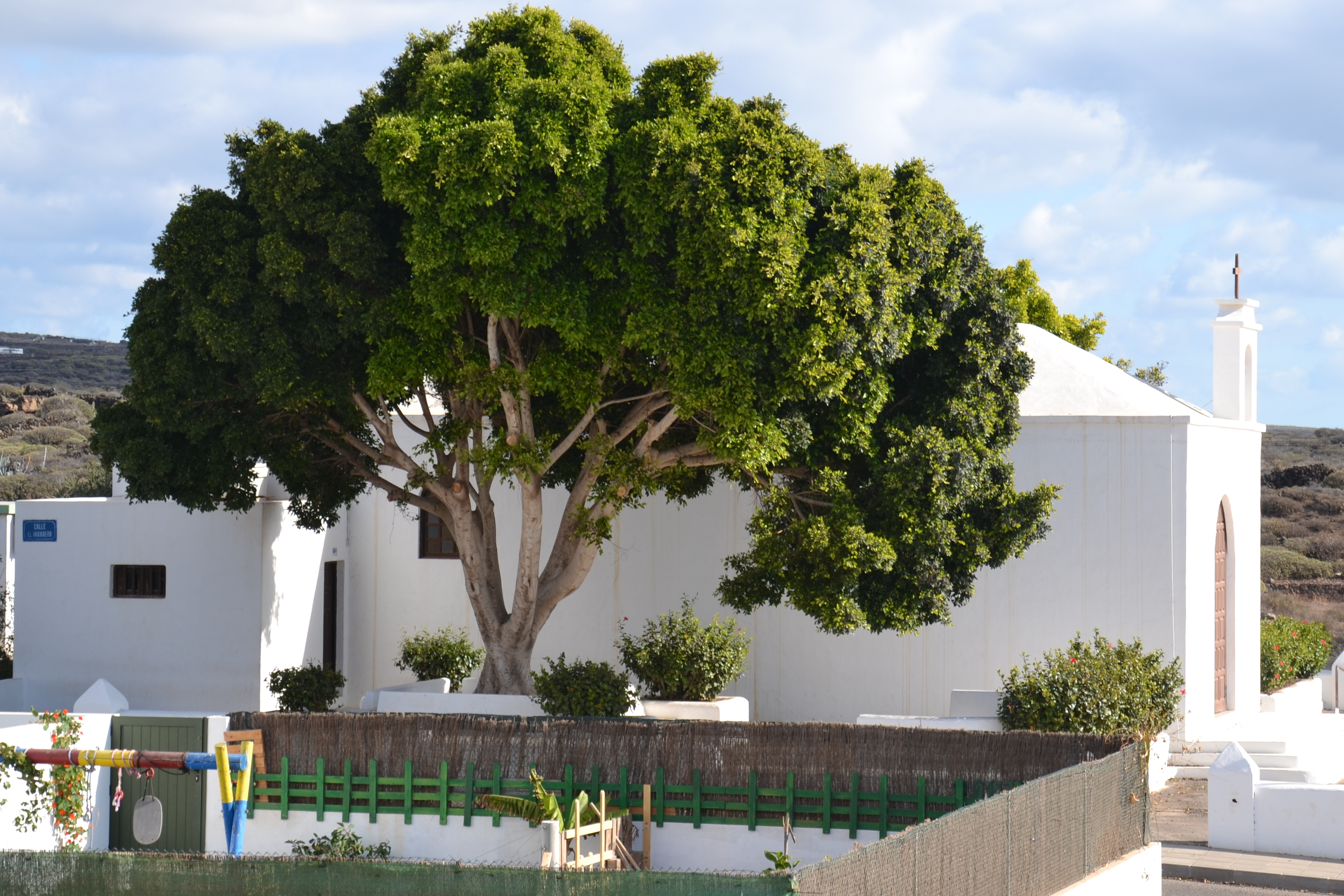
Kapelle Nuestra Señora del Carmen
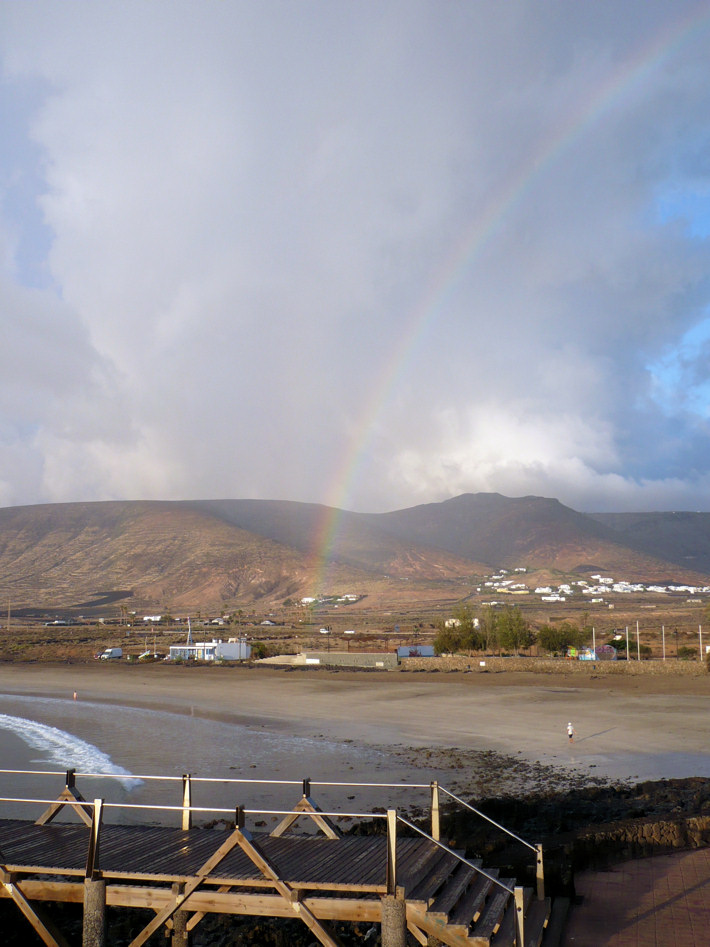
Playa de La Garita bei Regen
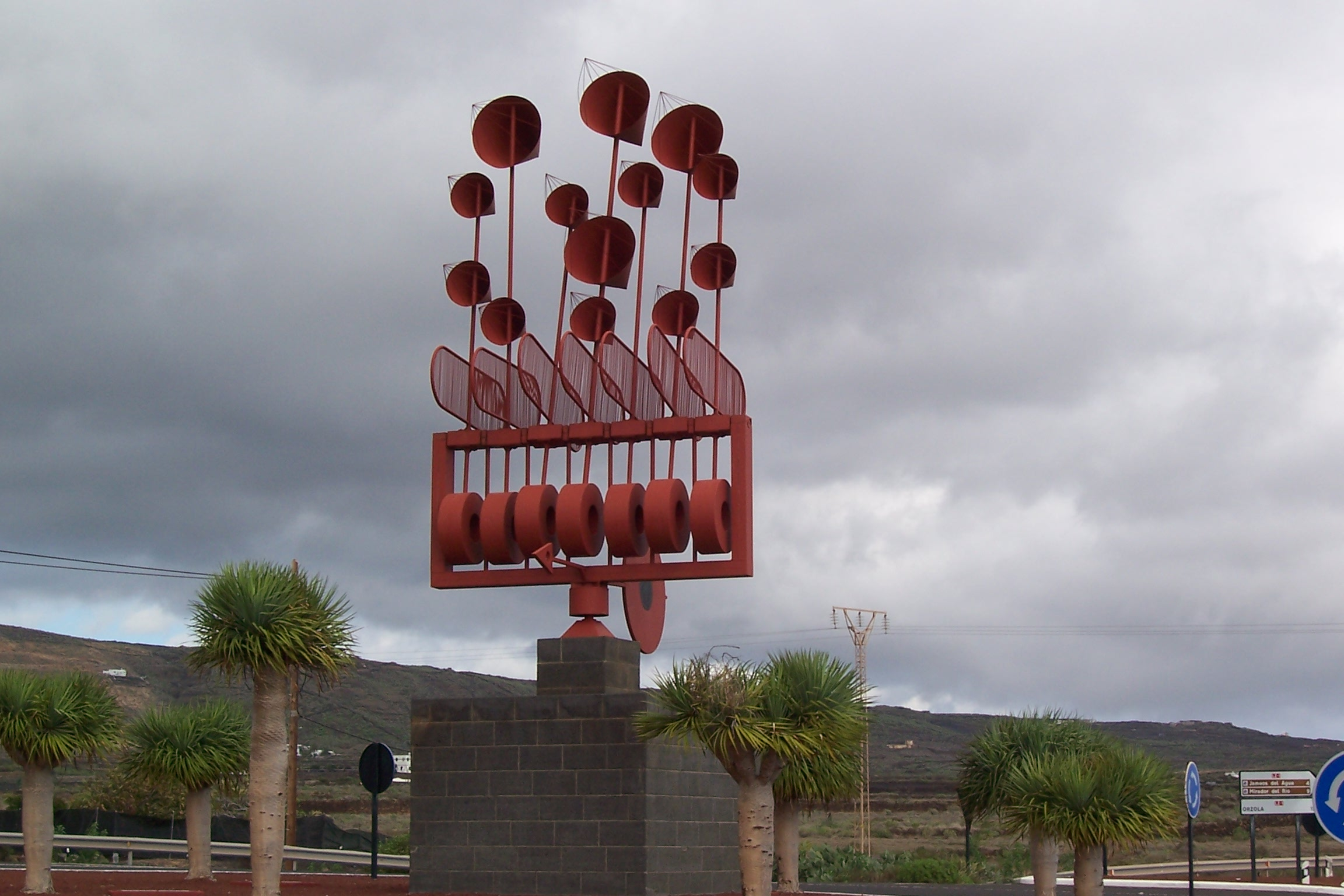
Windspiel César Manriques am Ortseingang